# Open, Närke
Open är en sjö i Vingåkers kommun i Närke och ingår i Norrströms huvudavrinningsområde. Sjön har en area på 0,34 kvadratkilometer och ligger 62,9 meter över havet.

## Delavrinningsområde
Open ingår i det delavrinningsområde (655624-149779) som SMHI kallar för Rinner till Hjälmaren-Storhjälmaren. Medelhöjden är 57 meter över havet och ytan är 74,04 kvadratkilometer. Det finns inga avrinningsområden uppströms utan avrinningsområdet är högsta punkten. Avrinningsområdets utflöde Norrström (Eskilstunaån) mynnar i havet. Avrinningsområdet består mestadels av skog (30 procent) och jordbruk (15 procent). Avrinningsområdet har 477,14 kvadratkilometer vattenytor vilket ger det en sjöprocent på 45,8 procent. Bebyggelsen i området täcker en yta av 5,26 kvadratkilometer eller 1 procent av avrinningsområdet.